# 泉田純
泉田 純（いずみだ じゅん、1965年10月28日 - 2017年1月25日ごろ）は、日本の元男性プロレスラー。元大相撲力士。宮城県栗原郡一迫町出身。全日本プロレス、プロレスリング・ノアに所属していた。血液型B型。

## 経歴

### 大相撲
宮城県築館高等学校時代は、相撲部に所属していた。東京農業大学を2年で中退して大相撲の東関部屋に入門し、高見将（たかみしょう）の四股名で1986年3月場所初土俵。後の取材では祖父も急死しており、その分父が苦労する姿を見て来たので、自分も頑張らねばという気持ちがあったことが明らかになり、それが入門の動機になっている。その後、四股名を青雲龍（せいうんりゅう）、武蔵海（むさしうみ）と改名して幕下まで進んだ。青雲龍を名乗っていた時期には相撲教習所で教官を務め、曙太郎の指導も担当していたが1991年9月限りで引退、通算成績は121勝103敗7休（34場所）であった。かつて指導していた曙が幕内優勝を果たした際、花束を贈り「でかい花輪が出せる立場ではないですから」と言っていたのも印象的なエピソードである。

### 全日本プロレス
大相撲引退後に間もなく全日本プロレスへ入門。練習生時代から「ファミリー軍団対悪役商会」の試合における大熊元司相手のヘッドバット合戦で注目を集めた。1992年5月25日、宮城県スポーツセンター大会での対大熊・渕正信・永源遙戦で正式にデビューし、パートナーはジャイアント馬場&ラッシャー木村であった。泉田はデビュー後すぐ、タッグ戦で相手にやられて味方にタッチを求める時に尺取虫のような斬新奇抜な動きで地を這いながら味方の元へと逃げていく「尺取虫戦法」が話題となった。
リングネームは、デビュー当時は泉田竜舞（いずみだ りゅうま）を名乗り、のちに泉田竜角（いずみだ りゅうかく）のリングネームを経て、本名の泉田純をリングネームとした。
馬場の5000試合目の相手に選ばれたこともあれば（1993年4月20日・6人タッグ）、川田利明の怪我からの復帰戦の相手と発表されたこともあり（1999年12月3日）、結局川田の復帰時期が早まってその相手は小橋健太となったが、泉田も従来の予定通り川田と対戦しており、これは恐らくセミファイナル扱いだった。これなどは1997年からのシリアス・ファイト路線が評価されていた証である。ちょうどその時期、リングネームを竜角から本名に改名した。泉田はその際に「親から貰った名前ですから、大事にしないといけないので」というコメントを残している。
1998年には、本田多聞と「ザ・ヘッド・バッターズ」（ヘッド・バスターズとも）を組んで64代アジアタッグ王者となる（1回防衛）。ジャイアント・キマラとのタッグチームでも人気を博し、このタッグではペイントレスラーであったキマラに合わせて顔や体の一部にペイントを施した。対戦相手やイベントなどに合わせてペイントを変えるなどこだわりを持っていた。

### プロレスリング・ノア
2000年、全日本プロレスの大量離脱騒動の時に同団体を退団し、プロレスリング・ノアの旗揚げに参加。2002年4月には一宮章一とのタッグによりIWAタッグ王座を獲得する。
2004年、秋山準から当時のノア中堅レスラーで伸び悩み「二軍」として扱われていた泉田・井上雅央・川畑輝鎮の3人を「健康維持のためにプロレスをやっている人たち」と酷評された上でノア・ヘルスクラブと命名される。5月にその3人で白GHC（グローバル・ハードコア・クラウン）に挑戦、秋山が3連戦に勝利して初めて「1度の防衛」という変則ルールでありながらも敗北した。泉田もこの頃から秋山が率いるスターネス入りを目指し、同年11月13日に行われた「勝ったら軍団入り決定マッチ」でダーク・エージェント入りを目指す川畑輝鎮に勝利。体重チェックもパスし、念願のスターネス入りを果たした。
2005年にはノアの選手会会長に就任する。同年6月10日の選手会興行で自身の憧れの人でもある女子プロレスラーの下田美馬に「プロポーズ」を果たすべく奮戦し、見事勝利を収めたが「まずはお友達から」と言う下田に対して強引にキスを迫ったため、結局破談となってしまった。同年11月18日の後楽園ホール大会より新リングネーム純至に改名。
2006年1月22日の日本武道館大会では、小橋と組んで大相撲時代の弟弟子に当たる曙と初対戦した（曙のパートナーは力皇猛）。泉田も普段はほとんど見せないトペや得意のヘッドバットなどで曙を大いに苦しめたが、曙・力皇の合体技「リキボノスプラッシュ63」に敗れた。同年6月、志賀賢太郎のアプローチを断りきれず、半ば強引にパンチパーマにさせられた。その後、志賀をアニキ・泉田を叔父貴・太田一平を若頭・欠場中だった橋誠を取り巻き（セコンド）とするパンチ軍団を結成している。
2007年2月15日には試合中タッグパートナーの秋山に突如反旗を翻すと、試合後にはスターネスからの離脱を表明して同じく前後してスターネスを追放された橋とチーム・成り上がりを結成した。タッグ化した白GHCに挑戦するも敗北を喫し、以降しばらくして同チームは自然消滅となった。
ノアにおいては時折ペイント・レスラーIZU（イズ）としても登場し、土曜日の興業に登場することが多かったため「土曜日の怪人」と呼ばれた。なお、スターネス参加以降はあまり登場していない。

### フリー
2009年12月末日付で年間報酬保障フリー選手契約が満了となりプロレスリング・ノアを退団、泉田もフリー選手となった。
2011年にリアルジャパンプロレスに参戦し、久しぶりの表舞台に立った。
菊地毅・本田とにチーム頑(かたくな)を結成。
リングネームを泉田純寿に変えるが間もなく泉田純佑に変更した。さらに2012年7月18日のブログでは、泉田純太朗と名乗っている。
2012年、泉田が巨額詐欺事件に遭っていたことや、ノアが暴力団関係者の資金提供を受けていたことを暴露する本を宝島社より出版された。これを受けて当時のノアの仲田龍ゼネラルマネージャーと、相談役の永源が一般社員に降格することになった。2012年9月18日に「内側から見たノアの崩壊」と題した総決算本を刊行した。
2017年1月25日頃、泉田が神奈川県相模原市内の自宅で死去したことが複数の関係者により明らかとなった。51歳没。死因は心筋梗塞で、1月31日に遺体で発見された。死去が明らかになるのが遅れたのは、死去を伝えられた人物がプロレス関係者でなかったことによる。

## 人物
- 週刊プロレス誌面上にて、秋山が泉田のお見合い相手を募集したものの、ほとんど葉書が来ずに企画倒れとなる。しかし泉田本人は結婚を諦めておらず、再び同誌・北斗晶のコーナーでお見合い相手を募集していた。北斗が葉書を厳選して泉田に紹介するとのことであったが、お見合いは実現しなかった。
- 週刊プロレスが年に一回「プロレスラー選手名鑑号」の好きな有名人という項目には、同誌の編集長を務めていた『ターザン山本』の名前を上げている。
- 大変な釣り好きでもあり、田上明・本田多聞らが所属する「ノア・サーフクラブ」のメンバーでもあった。
- かつて、日本テレビ系で放送されていた「徳光&所のスポーツえらい人グランプリ」内での企画「スーパーアンパンマンショー」では必ずばいきんまん役となり、アンパンマン役のアスリートたちの全ての技を受けきったと言うことでグランプリを獲得したことがある。ベイダーのビッグバン・クラッシュを食らったこともあった。
- 平井伸和（後のヘイト）が全日本に練習生として参加していた際は、「頑張ってはいるんだけど、目上への応対がなっていなくてね…。（入門は）難しいんじゃないのかなぁ？」とよくボヤいていた（平井は、ほどなくして全日本を退団している）。なお、デビュー年度からして泉田はプロレスの世界では平井の後輩である[3]。
- 礼儀を重んじる性格でもあった。泉田が死去する20年程前に、記者が初詣の際に手水を利用したがその手順が全く形になっていなかった為、自ら実践して懇切丁寧に指導していた[3]。
- 日本テレビアナウンサーである矢島学の選ぶベスト・バウトは、ジャイアント・キマラvs泉田竜角（1995年）である。それは矢島にとって初めて実況したプロレスの試合でもあり「私の『デビュー戦』。実況力は最低だったが熱意に関しては、実況人生の中でも最上級」だったと、矢島もブログで告白している[3]。

## 得意技
ヘッドバット
泉田は「石頭」のギミックを使用しており「コーナーパッドに叩きつけられても、なにも無かったように相手に向き直る」「パイプ椅子で殴打された直後に、何事も無かったように反撃」「ヘッドバットに来た相手が痛がる」などのムーブを披露する。1999年1月16日のアジアタッグ戦ではヘッドバット一発で新崎人生を大流血に追い込んだ。
隕石
コーナーポストからの、立っている相手へのヘッドバット。
ノリタケ
泉田特有のフォームのダイビングヘッドバット。泉田は空中で体を斜め横向きにして落下する。とんねるずの木梨憲武がコントでよく用いていたアクションに似ていたことより命名。
不入（いず）ドム
相手を両肩に抱え上げてから旋回式にしてエース・クラッシャーの形で落とす。

## タイトル歴
全日本プロレス
- アジアタッグ王座：第64代（タッグパートナーは本田多聞）

IWA・JAPAN
- IWA世界タッグ王座：初代（タッグパートナーは一宮章一）

## 入場テーマ曲
- IZUMIDA

## リングネーム
リングネームを度々変更している。以下、デビュー後から古い順に列挙する。
- 泉田竜舞（ - りゅうま） - デビュー時の名前
- 泉田竜角（ - りゅうかく）
- 泉田純（ - じゅん） - 本名、ノア移籍後も使用
- 泉田純至（ - じゅんじ）
- 泉田純寿（ - じゅんじゅ） - フリー転向後に改名
- 泉田純佑（ - じゅんすけ） -
- 泉田純太朗（ - じゅんたろう）

また、プロレスリング・ノア在籍時には一時期、限定的に風貌を変えて「IZU（イズ）」を名乗った。これは別人という設定である。
改名の理由については、スター性や華に欠けて中堅の裏方や若手の壁役を薦められるも、メインイベンターへの執着が捨てきれずに知り合いの占い師に占って貰った所「改名を薦められて…」ということを繰り返していた。フリーから晩年にかけては新団体や自主興行も計画したが、占い師から「運の流れや、風水上良くなく失敗する」と忠告されて取り止めるなど、人生を占いに委ねる生活をしていた。

## 著書
- 『内側から見たノアの崩壊』宝島社、2012年。